# Etheostoma crossopterum
Etheostoma crossopterum är en fiskart som beskrevs av Braasch och Mayden, 1985. Etheostoma crossopterum ingår i släktet Etheostoma och familjen abborrfiskar. Inga underarter finns listade i Catalogue of Life.